# Chrášťany (ort i Tjeckien, Mellersta Böhmen, lat 50,05, long 14,26)
Chrášťany är en ort i Tjeckien.   Den ligger i regionen Mellersta Böhmen, i den centrala delen av landet, 12 km väster om huvudstaden Prag. Chrášťany ligger 389 meter över havet och antalet invånare är 542.
Terrängen runt Chrášťany är platt. Runt Chrášťany är det tätbefolkat, med 613 invånare per kvadratkilometer. Närmaste större samhälle är Prag, 12,3 km öster om Chrášťany. Runt Chrášťany är det i huvudsak tätbebyggt.